# زيرخاكي (مقاطعة تشرداول)
زيرخاكي (بالفارسية: زیرخاکی) هي قرية تقع في قسم هليلان الريفي (مقاطعة تشرداول) في إيران. يقدر عدد سكانها بـ 264 نسمة.